# 自然语言理解
自然語言理解是研究如何讓電腦理解自然語言的一門技術，是自然語言處理技術中最困難的一項。一般来说，是将自然语言转换成一种形式化的表示结构。

## 研究問題
1. What?：何謂理解？
2. How?：電腦如何能理解人類語言。
3. When?：電腦瞭解到何種程度才算理解。
4. Where?：自然語言如何轉換成電腦可理解的結構，如何儲存。
5. Why?：電腦真的能理解嗎？為何能、為何不能。

## 範疇與脈絡
自然語言理解這個概括的術語，適用於多樣的電腦應用，從小型、相對簡單之事，例如發給機器人的簡短命令，到高度複雜的任務，例如完全讀懂報紙新聞或理解一段詩。許多真實世界的運用介於兩個極端之間，例如文本分類用於自動分析電郵，並且將其轉發至公司適合的部門，並不需要深切理解文本，但是比起結構固定的資料庫之查詢，要處理的詞彙以及句法更廣更多樣。
自然語言理解系統設定的目標深度與廣度，決定其複雜度（連帶隱含的挑戰）與處理的應用類型。系統的廣度以其詞彙及文法的多寡來衡量；系統的深度以其相對於母語人士的理解程度來衡量。「近似英語」指令的翻譯程式屬於最窄淺的一種，但處理的應用也少。狹窄但深入的系統探究並模擬理解的機制，但應用範圍仍然有限。超越簡單關鍵字對比的文件內容理解系統，例如判斷新聞稿是否適合某讀者，屬於比較寬廣的系統，也算複雜，但是仍然有些淺薄。既廣且深的系統，現今的尖端技術仍無法達成。

## 元件與系統結構
無論什麼手法，多數自然語言理解系統包含一些共同的元件。系統需要其語言的詞彙表、語法分析器以及 語法的規則，從而分解語句成為內在的表述。建立具有適當本體的、多量的詞彙表，是件大工程，例如WordNet的詞彙表耗費多年人力。
系統也需要「語義理論」去引導理解。語言理解系統的解析能力有賴於使用的語義理論。互競的語義理論，作為電腦自動語義解析的基礎，各有其特定的平衡取捨。理論從「素樸語義學」或 「隨機語義分析」到利用「語用學」從上下文得出意涵。
自然語言理解的高級應用也會在其框架內納入邏輯推理，其過程是將得出的意涵對應到一階邏輯的一組論斷，然後用演繹推理得到結論。
自然語言理解的文本脈絡處理可能遭遇難關，各種各樣的例子與反例，造成了脈絡形式模擬的多重途徑，各有特定的強弱之處。

## 應用
1. 人機交談：電腦如何能與人交談？
2. 機器翻譯：電腦如何將一篇英文文章翻譯成中文？
3. 自動摘要：電腦如何對文章進行摘要？

## 研究者
- 英語觀點的研究人員
  - R.C.Schank : Script, Conceptual Dependency Theory.
  - Fillmore : 格语法（Case Grammar）.

- 中文觀點的研究人員
  - 許聞廉[11]
  - 陳克建[12]
  - 陳鍾誠[13]
  - 董振東：